# 부탄의 지리

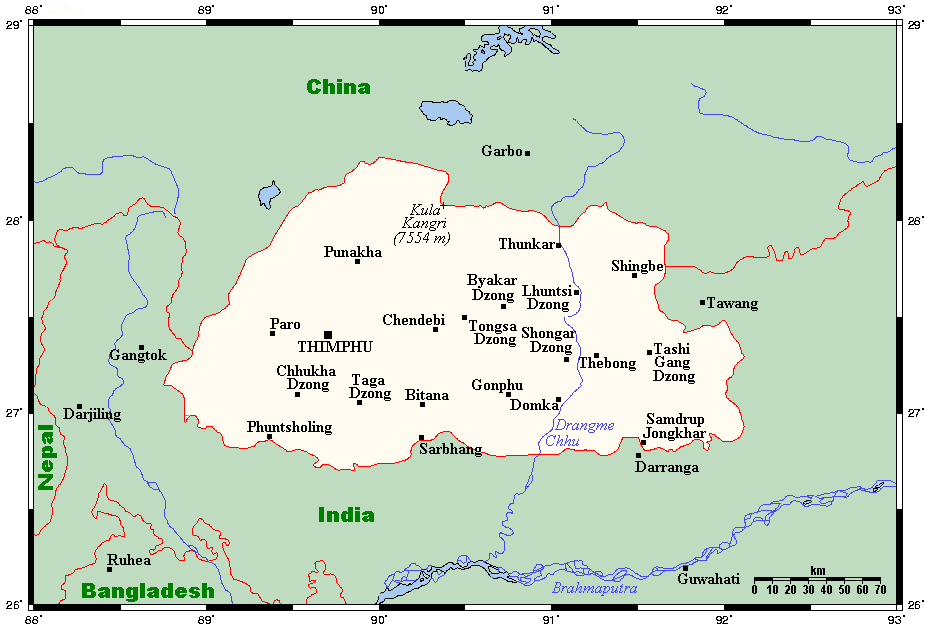

부탄은 인도 북동부, 히말라야 산맥의 동단부에 있는 인도의 보호국이다. 국토의 대부분이 표고 2,000m를 넘고 고지에 있는 네팔보다 한층 더 원시적인 비경(秘境) 지대이다. 고지이기 때문에 기온은 비교적 온화하나 강우량이 많아 연간 3,000~5,000㎜ 정도나 된다. 그러나 계곡 바닥은 기온도 높아 아열대성 동식물이 있다.
부탄의 영토는 대략 38,394km2에 달한다. 내륙에 위치해 있기 때문에 영해가 존재하지 않는다.

## 기후
부탄의 기후는 고도에 따라 다양하며 인도처럼 몬순 기후의 영향을 받는다. 서부탄(Western Bhutan)이 지역 강우량의 60~90%를 차지하면서 몬순기후의 영향을 특히 잘 받는다. 기후의 경우 남부 평야, 작은 언덕은 습한 아열대이며 남부, 중부 지역의 히말라야 계곡은 온난한 편이며 북쪽 지역의 경우히말라야 정상이 있는 곳으로 연중 눈이 내리며 추운 편이다.